# Copa del Món de ciclisme en pista de 1997
La Copa del Món de ciclisme en pista de 1997 va ser la 5a edició de la Copa del Món de ciclisme en pista. Es va celebrar del 23 de maig de 1997 al 17 d'agost de 1997 amb la disputa de sis proves.

## Proves
| Data             | Lloc               |
| ---------------- | ------------------ |
| 23-25 maig 1997  | Cali               |
| 29-31 maig 1997  | Trexlertown        |
| 20-22 juny 1997  | Fiorenzuola d'Arda |
| 27-29 juny 1997  | Quartu Sant'Elena  |
| 4-6 juliol 1997  | Atenes             |
| 15-17 agost 1997 | Adelaida           |

## Resultats

### Masculins
| Event                 | Guanyador                                                                                | Segon                                                                                        | Tercer                                                                         |
| Cali                  | Cali                                                                                     | Cali                                                                                         | Cali                                                                           |
| --------------------- | ---------------------------------------------------------------------------------------- | -------------------------------------------------------------------------------------------- | ------------------------------------------------------------------------------ |
| Keirin                | Marty Nothstein (EUA)                                                                    | Frédéric Magné (FRA)                                                                         | Jean Pierre Van Zyl (RSA)                                                      |
| Quilòmetre            | Sören Lausberg (GER)                                                                     | José Antonio Escuredo (ESP)                                                                  | Hervé Robert Thuet (FRA)                                                       |
| Velocitat             | Marty Nothstein (EUA)                                                                    | Arnaud Tournant (FRA)                                                                        | Eyk Pokorny (GER)                                                              |
| Velocitat per equips  | Grècia · George Chimonetos · Dimitris Georgalis · Labros Vassilopoulos                   | Alemanya · Jens Fiedler · Sören Lausberg · Eyk Pokorny                                       | Austràlia · Sean Eadie · Denny Day · Darryn Hill                               |
| Persecució            | Aleksei Màrkov (RUS)                                                                     | Christian Vande Velde (EUA)                                                                  | Juan Martínez Oliver (ESP)                                                     |
| Persecució per equips | Rússia · Anton Chantyr · Edouard Gritsoun · Aleksei Màrkov · Nikolai Kuznetsov           | Nova Zelanda · Gary Anderson · Brendon Cameron · Timothy Carswell · Lee Vertongen            | Espanya · Adolfo Alperi · Miquel Alzamora · Isaac Gálvez · Ivan Herrero        |
| Puntuació             | Pavel Khamidouline (RUS)                                                                 | Joan Llaneras (ESP)                                                                          | Juan Curuchet (ARG)                                                            |
| Madison               | Espanya · Joan Llaneras · Miquel Alzamora                                                | Argentina · Gabriel Curuchet · Juan Curuchet                                                 | Nova Zelanda · Gary Anderson · Glen Thomson                                    |
| Trexlertown           |                                                                                          |                                                                                              |                                                                                |
| Keirin                | Darryn Hill (AUS)                                                                        | Marty Nothstein (EUA)                                                                        | Eyk Pokorny (GER)                                                              |
| Quilòmetre            | Arnaud Tournant (FRA)                                                                    | Grzegorz Krejner (POL)                                                                       | José Antonio Escuredo (ESP)                                                    |
| Velocitat             | Darryn Hill (AUS)                                                                        | Marty Nothstein (EUA)                                                                        | Eyk Pokorny (GER)                                                              |
| Velocitat per equips  | Grècia · George Chimonetos · Dimitris Georgalis · Labros Vassilopoulos                   | França · Hervé Robert Thuet · Arnaud Tournant · Frédéric Magné                               | Polònia · Grzegorz Krejner · Marcin Mientki · Grzegorz Trębski                 |
| Persecució            | Aleksei Màrkov (RUS)                                                                     | Christian Vande Velde (EUA)                                                                  | Juan Martínez Oliver (ESP)                                                     |
| Persecució per equips | Rússia · Anton Chantyr · Edouard Gritsoun · Aleksei Màrkov · Nikolai Kuznetsov           | Estats Units · Mariano Friedick · Adam Laurent · Adam Payne · Christian Vande Velde          | Espanya · Adolfo Alperi · Miquel Alzamora · Isaac Gálvez · Ivan Herrero        |
| Puntuació             | Brian Walton (CAN)                                                                       | Julian Dean (NZL)                                                                            | Michael Sandstød (DEN)                                                         |
| Madison               | Espanya · Joan Llaneras · Miquel Alzamora                                                | Austràlia · Brett Aitken · Stephen Pate                                                      | Argentina · Gabriel Curuchet · Juan Curuchet                                   |
| Fiorenzuola d'Arda    |                                                                                          |                                                                                              |                                                                                |
| Keirin                | Darryn Hill (AUS)                                                                        | Yuichiro Kamiyama (JPN)                                                                      | Pavel Buráň (CZE)                                                              |
| Quilòmetre            | Stefan Nimke (GER)                                                                       | Grzegorz Krejner (POL)                                                                       | Frédéric Lancien (FRA)                                                         |
| Velocitat             | Marty Nothstein (EUA)                                                                    | Darryn Hill (AUS)                                                                            | Jan van Eijden (GER)                                                           |
| Velocitat per equips  | Polònia · Grzegorz Krejner · Marcin Mientki · Grzegorz Trębski                           | Regne Unit · Chris Hoy · Craig MacLean · Craig Percival                                      | Japó · Narihiro Inamura · Keiji Kojima · Noriaki Mabuchi                       |
| Persecució            | Andrea Collinelli (ITA)                                                                  | Jens Lehmann (GER)                                                                           | Robert Karsnicki (POL)                                                         |
| Persecució per equips | Ucraïna · Alexandre Simonenko · Serhíi Matvèiev · Sergiy Chernyavsky · Olexander Fedenko | Alemanya · Robert Bartko · Markus Köcknitz · Thorsten Rund · Guido Fulst                     | Itàlia · Mario Benetton · Adler Capelli · Cristiano Citton · Andrea Collinelli |
| Puntuació             | Bruno Risi (SUI)                                                                         | Juan Curuchet (ARG)                                                                          | Ronny Lerche Nielsen (DEN)                                                     |
| Madison               | Alemanya · Guido Fulst · Carsten Wolf                                                    | Itàlia · Silvio Martinello · Marco Villa                                                     | Espanya · Joan Llaneras · Miquel Alzamora                                      |
| Quartu Sant'Elena     |                                                                                          |                                                                                              |                                                                                |
| Keirin                | Marty Nothstein (EUA)                                                                    | Alexandre Kiritchenko (RUS)                                                                  | Sergei Panasenko (UKR)                                                         |
| Quilòmetre            | Grzegorz Krejner (POL)                                                                   | Craig MacLean (GBR)                                                                          | Damien Gerard (FRA)                                                            |
| Velocitat             | Viesturs Berzins (LAT)                                                                   | Ainārs Ķiksis (LAT)                                                                          | Marty Nothstein (EUA)                                                          |
| Velocitat per equips  | Polònia · Grzegorz Krejner · Marcin Mientki · Grzegorz Trębski                           | Països Baixos · Richard Rozendaal · René Vink · Stefan Vis                                   | Rússia · Alexander Khromykh · Alexandre Kiritchenko · Valeri Potapov           |
| Persecució            | Bradley McGee (AUS)                                                                      | Heiko Szonn (GER)                                                                            | Oleksandr Simonenko (UKR)                                                      |
| Persecució per equips | Ucraïna · Alexandre Simonenko · Sergiy Matveyev · Bogdan Bondarev · Olexander Fedenko    | Itàlia · Mario Benetton · Adler Capelli · Michele Canevarolo · Andrea Collinelli             | Alemanya · Daniel Becke · Guido Fulst · Klaus Mutschler · Sebastian Siedler    |
| Puntuació             | Guido Fulst (GER)                                                                        | Silvio Martinello (ITA)                                                                      | Bruno Risi (SUI)                                                               |
| Madison               | Suïssa · Bruno Risi · Kurt Betschart                                                     | Itàlia · Silvio Martinello · Marco Villa                                                     | Països Baixos · Robert Slippens · Tomas Post                                   |
| Atenes                |                                                                                          |                                                                                              |                                                                                |
| Keirin                | Pavel Buráň (CZE)                                                                        | Ainārs Ķiksis (LAT)                                                                          | Michael Scheurer (GER)                                                         |
| Quilòmetre            | José Antonio Escuredo (ESP)                                                              | Grzegorz Krejner (POL)                                                                       | Dimitrios Georgalis (GRE)                                                      |
| Velocitat             | Ainārs Ķiksis (LAT)                                                                      | Lars Nielsen (DEN)                                                                           | Viesturs Berzins (LAT)                                                         |
| Velocitat per equips  | Grècia · George Chimonetos · Dimitris Georgalis · Labros Vassilopoulos                   | Espanya · José Antonio Escuredo · Salvador Melià · José Manuel Moreno                        | Regne Unit · Chris Hoy · Craig Percival · Craig MacLean                        |
| Persecució            | Stefan Steinweg (GER)                                                                    | Philippe Ermenault (FRA)                                                                     | Michael Sandstød (DEN)                                                         |
| Persecució per equips | Regne Unit · Jonathan Clay · Matthew Illingworth · Bryan Steel · Philip West             | Dinamarca · Tayeb Braikia · Frederik Bertelsen · Jakob Piil · Michael Sandstød               | França · Philippe Ermenault · Carlos Da Cruz · Franck Perque · Jérôme Neuville |
| Puntuació             | Michael Sandstød (DEN)                                                                   | Bruno Risi (SUI)                                                                             | Juan Curuchet (ARG)                                                            |
| Madison               | Dinamarca · Jakob Piil · Tayeb Braikia                                                   | Itàlia · Silvio Martinello · Marco Villa                                                     | Regne Unit · Jonathan Clay · Bryan Steel                                       |
| Adelaida              |                                                                                          |                                                                                              |                                                                                |
| Keirin                | Marty Nothstein (EUA)                                                                    | Jean Pierre Van Zyl (RSA)                                                                    | Sergei Panasenko (UKR)                                                         |
| Quilòmetre            | Graham Sharman (AUS)                                                                     | Grzegorz Krejner (POL)                                                                       | Takanobu Jumonji (JPN)                                                         |
| Velocitat             | Jean Pierre Van Zyl (RSA)                                                                | Ainārs Ķiksis (LAT)                                                                          | Sean Eadie (AUS)                                                               |
| Velocitat per equips  | Austràlia · Sean Eadie · Denny Day · Anthony Peden                                       | Polònia · Grzegorz Krejner · Marcin Mientki · Grzegorz Trębski                               | Nova Zelanda · Darren McKenzie-Potter · Jason Craig · Matthew Sinton           |
| Persecució            | Christian Vande Velde (EUA)                                                              | Stuart O'Grady (AUS)                                                                         | Robert Karsnicki (POL)                                                         |
| Persecució per equips | Nova Zelanda · Gary Anderson · Brendon Cameron · Timothy Carswell · Gregory Henderson    | Estats Units · Mariano Friedick · Adam Laurent · Derek Bouchard-Hall · Christian Vande Velde | Austràlia · Nigel Grigg · Baden Cooke · Tim Lyons · Luke Roberts               |
| Puntuació             | Stuart O'Grady (AUS)                                                                     | Jakob Piil (DEN)                                                                             | Glen Thomson (NZL)                                                             |
| Madison               | Suïssa · Bruno Risi · Kurt Betschart                                                     | Austràlia · Brett Aitken · Stephen Pate                                                      | Austràlia B · Stuart O'Grady · Baden Cooke                                     |

### Femenins
| Event                 | Guanyadora                | Segona                   | Tercera                      |
| Cali                  | Cali                      | Cali                     | Cali                         |
| --------------------- | ------------------------- | ------------------------ | ---------------------------- |
| 500 m. contrarellotge | Félicia Ballanger (FRA)   | Galina Enioukhina (RUS)  | Daniela Larreal (VEN)        |
| Velocitat             | Galina Enioukhina (RUS)   | Félicia Ballanger (FRA)  | Michelle Ferris (AUS)        |
| Persecució            | Antonella Bellutti (ITA)  | Rasa Mažeikytė (LTU)     | Rebecca Twigg (EUA)          |
| Puntuació             | Antonella Bellutti (ITA)  | Madelin Jorge (CUB)      | Nathalie Even-Lancien (FRA)  |
| Trexlertown           |                           |                          |                              |
| 500 m. contrarellotge | Galina Enioukhina (RUS)   | Antonella Bellutti (ITA) | Michelle Ferris (AUS)        |
| Velocitat             | Galina Enioukhina (RUS)   | Félicia Ballanger (FRA)  | Michelle Ferris (AUS)        |
| Persecució            | Rasa Mažeikytė (LTU)      | Lucy Tyler-Sharman (AUS) | Rebecca Twigg (EUA)          |
| Puntuació             | Ina-Yoko Teutenberg (GER) | Rita Razmaite (LTU)      | Lioudmila Gorojanskaia (BLR) |
| Fiorenzuola d'Arda    |                           |                          |                              |
| 500 m. contrarellotge | Félicia Ballanger (FRA)   | Antonella Bellutti (ITA) | Michelle Ferris (AUS)        |
| Velocitat             | Michelle Ferris (AUS)     | Félicia Ballanger (FRA)  | Olga Gríxina (RUS)           |
| Persecució            | Antonella Bellutti (ITA)  | Rasa Mažeikytė (LTU)     | Lucy Tyler-Sharman (AUS)     |
| Puntuació             | Elena Tchalykh (RUS)      | Natalia Karimova (RUS)   | Daniela Larreal (VEN)        |
| Quartu Sant'Elena     |                           |                          |                              |
| 500 m. contrarellotge | Olga Gríxina (RUS)        | Daniela Larreal (VEN)    | Antonella Bellutti (ITA)     |
| Velocitat             | Olga Gríxina (RUS)        | Ulrike Weichelt (GER)    | Oksana Gríxina (RUS)         |
| Persecució            | Antonella Bellutti (ITA)  | Elena Tchalykh (RUS)     | Yvonne McGregor (GBR)        |
| Puntuació             | Antonella Bellutti (ITA)  | Natalia Karimova (RUS)   | Elena Tchalykh (RUS)         |
| Atenes                |                           |                          |                              |
| 500 m. contrarellotge | Félicia Ballanger (FRA)   | Antonella Bellutti (ITA) | Olga Gríxina (RUS)           |
| Velocitat             | Félicia Ballanger (FRA)   | Oksana Gríxina (RUS)     | Olga Gríxina (RUS)           |
| Persecució            | Yvonne McGregor (GBR)     | Antonella Bellutti (ITA) | Judith Arndt (GER)           |
| Puntuació             | Antonella Bellutti (ITA)  | Judith Arndt (GER)       | Michaela Brunngraber (AUT)   |
| Adelaida              |                           |                          |                              |
| 500 m. contrarellotge | Jiang Cuihua (CHN)        | Michelle Ferris (AUS)    | Antonella Bellutti (ITA)     |
| Velocitat             | Tanya Dubnicoff (CAN)     | Lori-Ann Muenzer (CAN)   | Jennie Reed (EUA)            |
| Persecució            | Antonella Bellutti (ITA)  | Karen Kurreck (EUA)      | Karen Barrow (AUS)           |
| Puntuació             | Wang Yan (CHN)            | Nicole Reinhart (EUA)    | Alessandra D'Ettorre (ITA)   |

## Classificació
| Rang | País      | Total |
| ---- | --------- | ----- |
| 1    | França    |       |
| 2    | Austràlia |       |
| 3    | Itàlia    |       |